# Kolorimeter

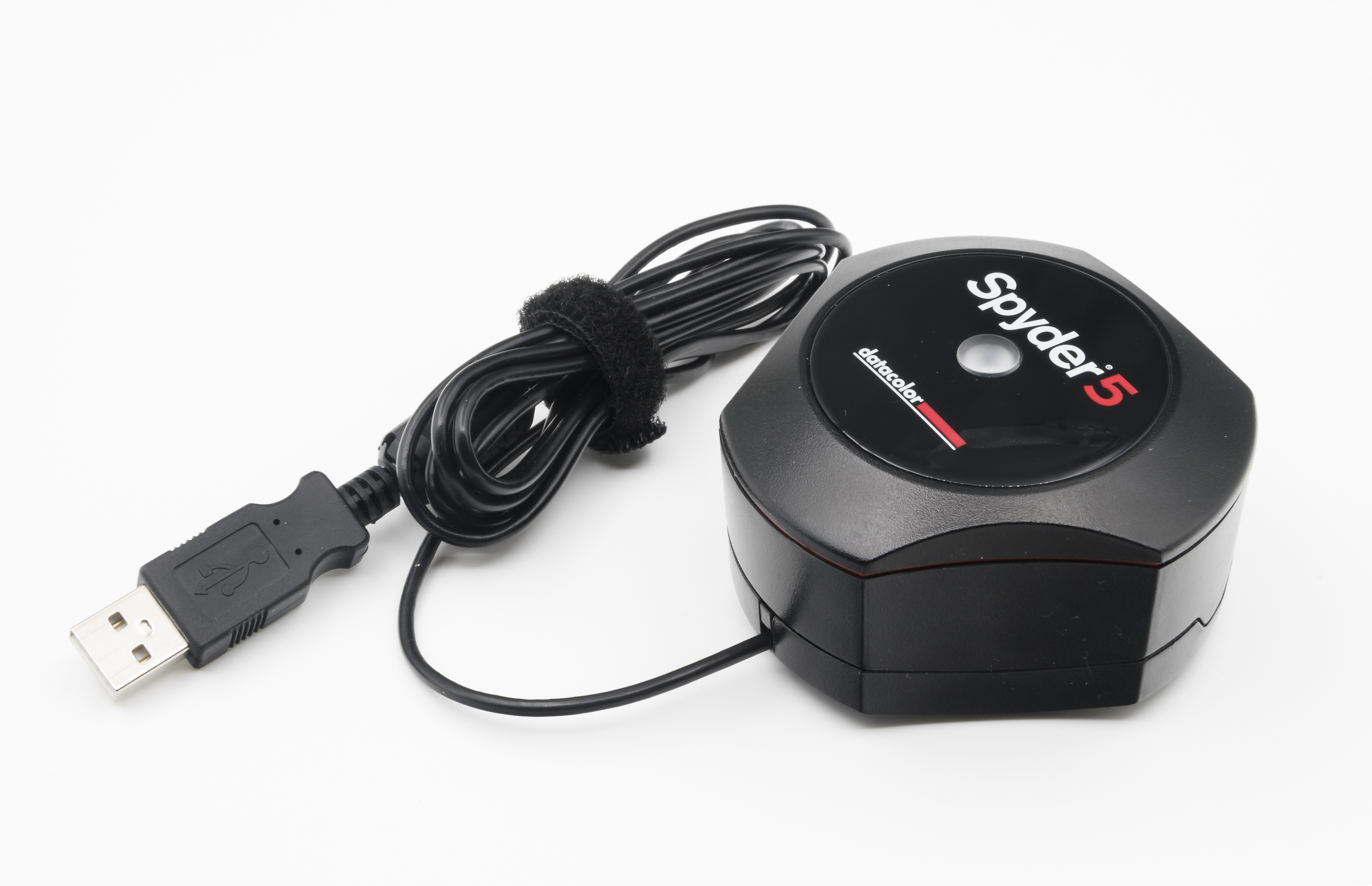
Kolorimeter zur Monitorkalibrierung

Ein Kolorimeter oder Colorimeter (lat. Farbmesser) ist ein Gerät zum Messen oder Prüfen von Farbe. Es besteht aus einer standardisierten Beleuchtung und einem Farbsensor.

## Prinzip

Referenzfarbkarte zum subjektiven Farbvergleich oder zur Kalibrierung von Farbmessgeräten

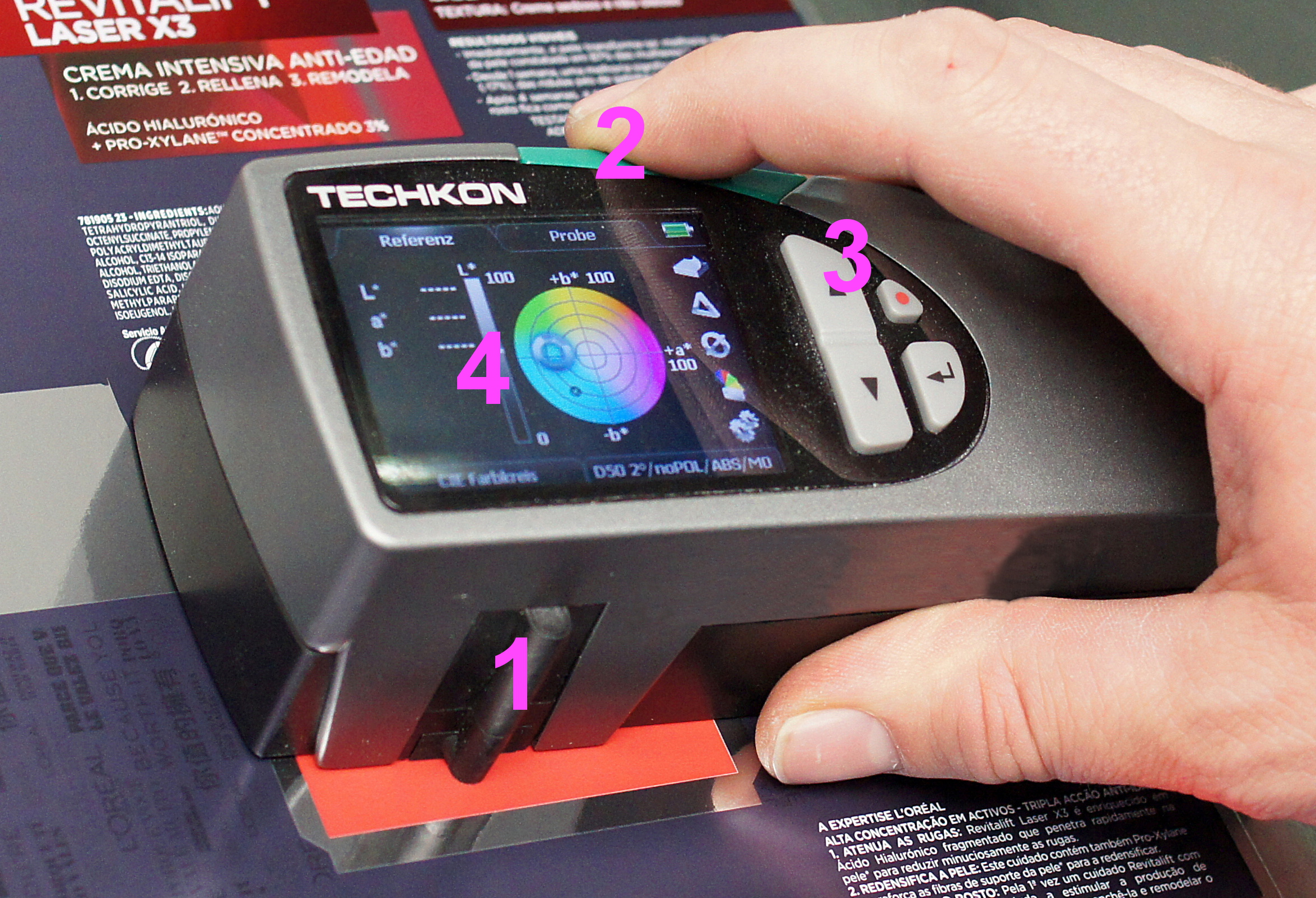
Kolorimeter für Druckerzeugnisse

Die objektive Farbmessung mit einem Kolorimeter erfolgt entweder spektroskopisch oder mit einem mehrkanaligen Helligkeitssensor der die Lichtintensität in verschiedenen Wellenlängenbereichen misst. Nicht selbst leuchtende Messobjekte werden dabei in der Regel mit einer standardisierten Weißlichtquelle unter einem festgelegten Winkel beleuchtet. Mehrkanalige Sensoren sind typischerweise Tristimulus-Sensoren.
Sowohl beim Spektrometer als auch beim Tristimulus-Sensor wird das Licht in unterschiedliche Spektralbereiche zerlegt und anhand der Helligkeit der einzelnen Farbkanäle einer Farbe zugeordnet. Die Zuordnung erfolgt gemäß einer Farbkalibrierung die zuvor z. B. an einer Referenzfarbkarte (siehe Bild) durchgeführt wurde.

### Farbmessung in Lösungen
Bei Farbmessungen von gelösten Stoffen gilt die folgende Gleichung:
{\displaystyle log\ I_{0}/I=k\cdot c\cdot d}
wobei I0 = Intensität des einfallenden Lichtstrahls, I = durchgelassene Intensität, c = die Konzentration des absorbierenden Stoffs, d = der Abstand durch die absorbierende Lösung und k = eine Konstante, die von der absorbierenden Substanz, der verwendeten Wellenlänge des Lichts und den zur Angabe von c und d verwendeten Einheiten abhängt.

## Subjektive Farbmessung
Vor der Verfügbarkeit entsprechender Farbsensoren war die einzige Möglichzeit zum Messen von Farbe der subjektive Vergleich mit einer Referenzfarbkarte (siehe Bild) unter standardisieren Beleuchtungs- und Beobachtungsbedingungen durch einen menschlichen Beobachter.
Zuverlässiger als mit dem bloßen Auge ist der Vergleich mit Hilfe optischer Geräte, die ein Bild des Prüfobjekts direkt neben das Referenzobjekt projizieren. Solche Geräte werden seit 1850 eingesetzt. Als Referenz dienen dabei entweder feste Farbnormale, änderbare Referenzobjekte wie Farbkeile (Pulfrich-Photometer, nach Carl Pulfrich) oder farbige Flüssigkeiten mit änderbarer Dicke (Eintauchkolorimeter).

## Anwendungen
Eingesetzt werden Kolorimeter zur
- Bestimmung von Sternfarben (früher)
- Kalibrierung von Farbmonitoren
- Analyse biologischer Substanzen (z. B. Blutzucker oder Harn)
- Messung der Haut- oder Haarfarbe
- Prüfung von Druckerzeugnissen
- Analyse chemischer Substanzen: Mittels dieses Messsystems sind praktisch alle chemischen Analysenverfahren im Labor, die ein kolorimetrisches Verfahren verwenden, auch für eine quantitative und automatisierte Stoffanalyse geeignet. Hierfür wurden viele und unterschiedliche Messgeräte entwickelt, die in der Praxis mit Erfolg eingesetzt werden. Als Beispiel sei die Wasser- und Abwassertechnik angeführt. Hier werden häufig der Carbonathärte-, Gesamthärte-, Kieselsäure (SiO2)- und der Phosphatgehalt im Wasser mit derartigen Messgeräten überwacht.

Die kontinuierliche Ermittlung und Kontrolle von Werten mit derartigen Messgeräten ist besonders bei vollautomatischen Chemieanlagen erforderlich. Beispielsweise ist die ständige Kontrolle der Kieselsäurekonzentration für die vollentsalzten Wässer (z. B. Speisewasser, Kesselwasser, Kondensat und Dampf/nach Kondensierung) in Hochdruck-Kraftwerken wichtig.